# Elektrovakuumlösung
Eine Elektrovakuumlösung ist in der Allgemeinen Relativitätstheorie eine Lösung der Einsteinschen Feldgleichungen mit dem elektromagnetischen Feldstärketensor als Quelle des Gravitationsfeldes, genannt Elektrovakuumgleichungen (oder Einstein-Maxwell-Gleichungen). Dabei wird die Feldenergie des elektromagnetischen Feldes als Quelle des Gravitationsfeldes betrachtet, wobei sich jedoch zwei wichtige Unterschiede zu Vakuumlösungen ergeben:
- zum einen ändert sich durch das elektromagnetische Feld die Abhängigkeit der Gravitation vom Abstand, etwa von einer invers proportionalen zu einer quadratisch invers proportionalen Abhängigkeit.
- Zum anderen sorgt das elektromagnetische Feld durch seinen negativen Druck für eine abstoßende, also antigravitative Wirkung. Jedoch ist diese äußerst schwach und dominiert etwa bei einem Elektron nicht weiter als der klassische Elektronenradius.

## Elektrovakuumgleichungen
Die Elektrovakuumgleichungen sind mit dem Einstein-Tensor {\displaystyle G_{\mu \nu }}, dem Ricci-Tensor {\displaystyle R_{\mu \nu }}, dem Ricci-Skalar {\displaystyle R} und dem Feldstärketensor {\displaystyle F_{\mu \nu }} gegeben durch:
{\displaystyle G_{\mu \nu }=R_{\mu \nu }-{\frac {R}{2}}g_{\mu \nu }=-{\frac {\kappa }{\mu }}\left(F_{\mu \lambda }F_{\;\;\nu }^{\lambda }+{\frac {1}{4}}F^{\kappa \lambda }F_{\kappa \lambda }g_{\mu \nu }\right).}
Die Kontraktion mit {\displaystyle g^{\mu \nu }} führt mit {\displaystyle R=g^{\mu \nu }R_{\mu \nu }} und {\displaystyle g^{\mu \nu }g_{\mu \nu }=4} sowie der Antisymmetrie des Feldstärketensors auf:
{\displaystyle R=0.}
Eingesetzt in die Elektrovakuumgleichungen ergibt sich die Vereinfachung:
{\displaystyle R_{\mu \nu }=-{\frac {\kappa }{\mu }}\left(F_{\mu \lambda }F_{\;\;\nu }^{\lambda }+{\frac {1}{4}}F^{\kappa \lambda }F_{\kappa \lambda }g_{\mu \nu }\right).}

## Beispiele
|                     | nicht rotierend                                                  | rotierend                                                 |
| ------------------- | ---------------------------------------------------------------- | --------------------------------------------------------- |
| ohne dunkle Energie | Reissner-Nordström-Metrik                                        | Kerr-Newman-Metrik                                        |
| mit dunkler Energie | Reissner-Nordström-(Anti)-De-Sitter-Metrik (kurz RN(A)dS-Metrik) | Kerr-Newman-(Anti)-De-Sitter-Metrik (kurz KN(A)dS-Metrik) |